# Jüan Ťia-ťün
Jüan Ťia-ťün (čínsky pchin-jinem Yuán Jiājūn, znaky 袁家军; * 27. září 1962) je čínský komunistický politik, člen politbyra ústředního výboru Komunistické strany Číny a tajemník čchungčchingského městského výboru KS Číny (obojí od 2022). Předtím působil jako tajemník čeťiangského provinčního výboru KS Číny (2020–2022), guvernér Če-ťiangu (2017–2020), zástupce tajemníka čeťiangského provinčního výboru KS Číny (2016–2017) a zástupce guvernéra Če-ťiangu (2014–2016). Od roku 2007 je členem širšího vedení KS Číny jako kandidát (2007–2012) a člen (od 2017) ústředního výboru. Před rokem 2014 po dvě léta působil v autonomní oblasti Ning-sia jako předseda řídícího výboru Ningtungské energetické a chemické průmyslové základny a místopředseda vlády oblasti. Předtím dvaapůl desetiletí pracoval v čínském kosmickém programu, začal roku 1987 jako pomocník inženýra, aby dosáhl pozice zástupce vedoucího lunárního komického programu (2008–2012). 

## Život
Jüan Ťia-ťün se narodil 27. září 1962 v okresu Tchung-chua ležícím na jihu provincie Ťi-lin. Od roku 1980 studoval na Pekingském institutu letectví a kosmonautiky obor konstrukce letadel a aplikovaná mechanika, ve studiích pokračoval v letech 1984–1987 na akademii Ministerstva leteckého a kosmického průmyslu, v oboru konstrukce kosmických vozidel. Po ukončení studia pracoval jako postgraduální výzkumný pracovník v „kanceláři 501“. V letech 1988–1990 absolvoval stáž v Německém středisku pro letectví a kosmonautiku. Poté pracoval v Čínské korporaci leteckého a kosmického průmyslu (CASIC), podílel se na konstrukci kosmických lodí Šen-čou, v letech 200–2004 řídil práce na těchto kosmických lodích. Současně byl roku 2006 zvolen místopředsedou Čínské asociace pro vědu a techniku. Na závěr XVII. sjezdu KS Číny v říjnu 2007 byl zvolen kandidátem ústředního výboru. Koncem roku 2007 převzal funkci zástupce generálního ředitele Čínské korporace pro leteckou a kosmickou vědu a techniku (CASTEC), současně od roku 2008 vykonával i funkci zástupce vedoucího programu průzkumu Měsíce.
Roku 2012 přešel z kosmického programu do politiky, když byl jmenován předsedou řídícího výboru Ningtungské energetické a chemické průmyslové základny v autonomní oblasti Ning-sia, následujícího roku navíc převzal i úřad místopředsedy vlády oblasti Ning-sia. V srpnu 2014 byl přeložen do provincie Če-ťiang na místo zástupce guvernéra provincie, v listopadu 2016 se stal zástupcem tajemníka a vedoucím komise pro politické a právní záležitosti čeťiangského provinčního výboru KS Číny. V dubnu 2017 byl jmenován úřadujícím guvernérem Če-ťiangu; ve funkci byl provinčním lidovým shromážděním potvrzen v červenci téhož roku. Na závěr XIX. sjezdu KS Číny v říjnu 2017 byl zvolen členem ústředního výboru. V srpnu 2020 byl zvolen tajemníkem čeťiangského provinčního výboru KS Číny.
Na XX. sjezdu KS Číny v říjnu 2022 byl potvrzen v ústředním výboru, načež ho ústřední výbor zvolil členem politbyra. Zanedlouho, v prosinci 2022, odevzdal vedení strany v Če-ťiangu do rukou I Lien-chunga a byl zvolen tajemníkem čchungčchingského městského výboru KS Číny místo Čchen Min-era, který převzal vedení stranické organizace v Tchien-ťinu.
V politbyru je řazen mezi technokraty, vysoce vzdělané manažery původem z vojensko-průmyslového komplexu a příbuzných oborů, kteří byli po úspěšné kariéře ve svých oborech převedeni do politických funkcí v provinciích a roku 2022 povýšeni do politbyra. Vedle Jüan Ťia-ťüna k nim patří i Čang Kuo-čching, Li Kan-ťie a Ma Sing-žuej.